# 靳貴
靳貴（1465年1月17日—1520年8月19日），字充道，號戒庵，直隸丹徒（今江蘇）人，祖籍直隸合肥（今安徽），明朝大臣、探花及第。官至大學士。

## 生平
弘治二年（1489年）己酉科應天鄉試第一名（解元），弘治三年（1490年）聯捷庚戌科會試第二，殿試登一甲第三名進士（探花），授翰林院編修。明武宗出閣讀書時，被選為太子左春坊左中允，再升左諭德兼侍講。武宗即位，升為太常少卿兼侍讀。官至礼部侍郎。當時宦官刘瑾當政，被降为光禄卿。正德九年（1514年）春，為文渊阁大学士。正德十二年（1517年）四月，致仕。正德十五年（1520年）八月，卒，追赠太傅，謚文僖。同年闰八月，武宗驾自南京返北京，途径镇江，亲往致祭。

## 軼事
靳貴子靳懋仁履試不第，孫子反倒金榜題名。靳貴每每提到此事便會督促、訓斥兒子，靳懋仁卻說：“您的父親不如我的父親，您的兒子又不如我的兒子，您為何還罵我不肖？”靳貴聽後大笑，便停止對其的督促及訓斥。
弘治三年（1490年）庚戌科金榜，狀元、探花為直隸的錢福及靳貴，榜眼則為廣東的劉存業。在殿試還尚未揭曉時，靳貴以六顆骰子，在神明面前祈禱，明早想藉由擲骰子來決定名次的先後。次日，恰巧錢福到來，也想擲骰子；靳貴不得已，遂把昨天之事告知錢福。錢福便高興的說“應該跟你賭賭看。”下擲，則錢福為六紅，靳貴為六綠，兩人皆感到歡喜。後錢福果真中狀元，靳貴為探花。而劉存業則在之前曾經夢到：“無福中狀元，有福中榜眼。”這一年果真中榜眼。

## 墓葬
墓位于十里长山北侧的东凤凰山下。

## 著作
著有《戒庵文集》二十卷。

## 家族
曾祖靳誠，祖父靳榮，父靳瑜，溫州府經歷，母氏。其子靳懋仁为国子监生。